# П'єр-Люк Дюбуа
П'єр-Люк Дюбуа (фр. Pierre-Luc Dubois, нар. 24 червня 1998, Сент-Агат-де-Мон) — канадський хокеїст, центральний нападник, крайній нападник клубу НХЛ «Колумбус Блю-Джекетс». Гравець збірної команди Канади.

## Ігрова кар'єра
Хокейну кар'єру розпочав 2013 року виступами в квебекській лізі за команду «Колеж Нотр-Дам Альбатрос». З 2014 по 2017 захищає кольори юніорської команди «Кейп-Бретон Скрімін-Іглс».
2016 року був обраний на драфті НХЛ під 3-м загальним номером командою «Колумбус Блю-Джекетс».
29 червня 2016 укладає трирічний контракт з командою НХЛ «Колумбус Блю-Джекетс».
Юніорську кар'єру гравця завершив у складі «Бленвіль-Бойсбраянд Армада».
У складі «Колумбус Блю-Джекетс» дебютує в сезоні 2017/18. Перший хет-трик Дюбуа записує до свого активу 29 березня 2018 в матчі проти «Калгарі Флеймс». Своїм хет-триком Дюбуа побив рекорд новачка «Блю-Джекетс», який раніше належав Ріку Нешу.
6 серпня 2020 року Дюбуа зробив перший хет-трик у плей-оф в історії франшизи «Блю Джекетс» у переможному матчі 4–3 в овертаймі проти «Торонто Мейпл Ліфс».
31 грудня 2020 року Дюбуа підписав з «Колумбусом» дворічний контракт на 10 мільйонів доларів. Однак через два тижні після підписання контракту він запросив обмін у керівництва команди.
23 січня 2021 року Дюбуа обміняли до «Вінніпег Джетс» в обмін на Патріка Лайне та Джека Рословича. Сезон 2020–21 проходив у спеціалізованому форматі через пандемію COVID-19. Дюбуа довелося перебувати на двотижневому карантині на початку регулярної першості, згодом він зазнав травми та пропустив чотири гри. 21 лютого П'єр-Люк відзначився двома голами в переможній грі в овертаймі 4–3 проти «Ванкувер Канакс». Загалом дебютний сезон у складі «реактивних» став не досить вдалим для канадця так і клубу, який програв у другому раунді плей-оф «Монреаль Канадієнс».  
Сезон 2021–22 став продовженням попереднього, «Джетс» взагалі залишився поза зоною плей-оф. Влітку 2022 року Дюбуа повідомив клуб, що не має наміру підписувати нову довгострокову угоду. Він планував перейти на правах вільного агента до легендарного клубу «Монреаль Канадієнс» але 22 липня такі уклав однорічну угоду з «Вінніпегом».

## На рівні збірних
У складі юніорської збірної Канади провів 15 матчів.
У складі молодіжної збірної Канади став срібним призером чемпіонату світу 2017 року.
У складі національної збірної Канади срібний призер чемпіонатів світу 2019 та 2022 років.

## Статистика

### Клубні виступи
| 2013–14      | Колеж Нотр-Дам Альбатрос     | Квебек       | 40  | 17  | 21  | 38  | 92  | 3  | 0 | 0  | 0  | 6  |
| 2014–15      | «Кейп-Бретон Скрімін-Іглс»   | ГЮХЛК        | 54  | 10  | 35  | 45  | 58  | 7  | 2 | 3  | 5  | 6  |
| 2015–16      | «Кейп-Бретон Скрімін-Іглс»   | ГЮХЛК        | 62  | 42  | 57  | 99  | 112 | 12 | 7 | 5  | 12 | 14 |
| 2016–17      | «Кейп-Бретон Скрімін-Іглс»   | ГЮХЛК        | 20  | 6   | 12  | 18  | 33  | —  | — | —  | —  | —  |
| 2016–17      | «Бленвіль-Бойсбраянд Армада» | ГЮХЛК        | 28  | 15  | 22  | 37  | 45  | 19 | 9 | 13 | 22 | 26 |
| 2017–18      | «Колумбус Блю-Джекетс»       | НХЛ          | 82  | 20  | 28  | 48  | 49  | 6  | 2 | 2  | 4  | 6  |
| 2018–19      | «Колумбус Блю-Джекетс»       | НХЛ          | 82  | 27  | 34  | 61  | 64  | 10 | 2 | 3  | 5  | 14 |
| 2019–20      | «Колумбус Блю-Джекетс»       | НХЛ          | 70  | 18  | 31  | 49  | 49  | 10 | 4 | 6  | 10 | 4  |
| 2020–21      | «Колумбус Блю-Джекетс»       | НХЛ          | 5   | 1   | 0   | 1   | 2   | —  | — | —  | —  | —  |
| 2020–21      | «Вінніпег Джетс»             | НХЛ          | 41  | 8   | 12  | 20  | 36  | 7  | 0 | 3  | 3  | 8  |
| 2021–22      | «Вінніпег Джетс»             | НХЛ          | 81  | 28  | 32  | 60  | 106 | —  | — | —  | —  | —  |
| Усього в НХЛ | Усього в НХЛ                 | Усього в НХЛ | 361 | 102 | 137 | 239 | 306 | 33 | 8 | 14 | 22 | 32 |

### Збірна
| Рік                | Команда            | Турнір             | Місце              |    | І  | Г  | П  | О  | ШХ |
| ------------------ | ------------------ | ------------------ | ------------------ | -- | -- | -- | -- | -- | -- |
| 2014               | Канада (чорні)     | U17                | 7-е                | 5  | 2  | 1  | 3  | 2  |    |
| 2015               | Канада             | ЮЧС18              | 3                  | 6  | 0  | 1  | 1  | 4  |    |
| 2015               | Канада             | МІГ18              | 1                  | 4  | 3  | 1  | 4  | 0  |    |
| 2017               | Канада             | МЧС                | 2                  | 7  | 0  | 5  | 5  | 6  |    |
| 2018               | Канада             | ЧС                 | 4-е                | 9  | 3  | 4  | 7  | 2  |    |
| 2019               | Канада             | ЧС                 | 2                  | 8  | 3  | 4  | 7  | 6  |    |
| 2022               | Канада             | ЧС                 | 2                  | 10 | 7  | 6  | 13 | 12 |    |
| Молодіжна збірна   | Молодіжна збірна   | Молодіжна збірна   | Молодіжна збірна   | 22 | 5  | 11 | 16 | 12 |    |
| Національна збірна | Національна збірна | Національна збірна | Національна збірна | 27 | 13 | 14 | 27 | 20 |    |